# Marian Jóźwiak
Marian Jóźwiak (ur. 29 stycznia 1935 w Żerkowie, zm. 23 września 2021) – polski działacz państwowy, wicewojewoda (1985–1987) i wojewoda kaliski (1987–1990).

## Życiorys
Od początku lat 50. pracował jako nauczyciel i kierownik szkół podstawowych, był też zastępcą dyrektora Państwowego Domu Dziecka w Kaliszu (1967–1972). W 1979 ukończył studia na Wydziale Prawa i Administracji Uniwersytetu im. Adama Mickiewicza, następnie studia podyplomowe w Wyższej Szkole Nauk Społecznych przy KC PZPR (1980).
W latach 1985–1987 pełnił obowiązki wicewojewody kaliskiego, następnie wojewody (1987–1990).
W latach 1950-1953 przewodniczący Koła Związku Młodzieży Polskiej w Jarocinie. Od 1955 był działaczem ZSL (m.in. sekretarz Powiatowego Komitetu ZSL w Kaliszu 1972-1975, sekretarz Wojewódzkiego Komitetu ZSL w Kaliszu 1975-1984, wiceprezes Wojewódzkiego Komitetu 1984-1989) i Towarzystwa Przyjaźni Polsko-Radzieckiej (od 1975 wiceprzewodniczący Zarządu Wojewódzkiego w Kaliszu). Od 1975 był także wiceprzewodniczącym Zarządu Wojewódzkiego Ligi Obrony Kraju w Kaliszu.
Odznaczony między innymi Krzyżem Kawalerskim Orderu Odrodzenia Polski, Złotym i Srebrnym Krzyżem Zasługi, Medalem 30-lecia Polski Ludowej, Medalem 40-lecia Polski Ludowej, Srebrnym i Brązowym Medalem „Za zasługi dla obronności kraju” oraz Odznakami Za Zasługi dla Województwa Poznańskiego i Kaliskiego.